# 대구 동화사 염불암 청석탑
대구 동화사 염불암 청석탑(大邱 桐華寺 念佛庵 靑石塔)은 대한민국 대구광역시 동화사에 딸린 암자인 염불암 앞마당에 위치하고 있는 고려 시대에 점판암으로 만들어진 청석탑(靑石塔)이다. 1988년 5월 30일 대구광역시 유형문화재 제19호로 지정되었다.

## 개요
동화사에 딸린 암자인 염불암 안마당에 서 있는 탑으로, 원래의 자리를 굳건히 지키고 있다. 청석탑이란 벼루를 만들던 점판암을 이용해 만든 탑인데, 이 탑은 화강암으로 이루어진 바닥돌 이외에는 모두 이 재질의 돌이 쓰였다.
탑은 3단의 바닥돌 위에 쌓아 놓았는데, 세울 당시에는 기단(基壇)과 탑신부(塔身部)의 몸돌들이 있었을 것이나 지금은 10개의 지붕돌만이 포개진 상태이다. 지붕돌은 파손이 심하여 곳곳에 작은 돌을 괴어 놓았는데 그 모습이 안쓰럽다. 지붕돌은 밑면에 2단씩의 받침을 두었으며, 윗면에 느린 경사가 흐른다. 또한 두께가 얇고, 네 귀퉁이에서 곡선을 그리듯 한껏 들려 있어 경쾌한 멋을 이끌어낸다.
지붕돌의 비례는 그리 아름답지 않으나, 넓다란 바닥돌 위에 세워 놓은 작은 규모의 탑으로서 안정감이 느껴진다. 청석탑이 널리 유행하던 고려시대에 세운 것으로 추측된다.

## 참고 자료
- 동화사염불암청석탑 - 국가유산청 국가유산포털